# Pedro Pablo León
Pedro Pablo León (29 de junho de 1943 -  9 de maio de 2020) foi um futebolista peruano. Competiu na Copa do Mundo FIFA de 1970, sediada no México, na qual a seleção de seu país terminou na sétima colocação dentre os dezesseis participantes.

## Morte
Morreu no dia 9 de maio de 2020.